# Epithelantha
Epithelantha F. A. C. Weber ex Britton & Rose – rodzaj sukulentów z rodziny kaktusowatych (Cactaceae). Należą do niego tylko dwa gatunkii. Gatunkiem typowym jest E. micromeris (Eng.)  Britton & Rose.

## Systematyka
Synonimy
Cephalomammillaria  Fric.
Pozycja systematyczna według APweb (aktualizowany system APG III z 2009)
Należy do rodziny kaktusowatych (Cactaceae) Juss., która jest jednym z kladów w obrębie rzędu goździkowców (Caryophyllales)  i klasy roślin okrytonasiennych. W obrębie kaktusowatych należy do plemienia Cacteae, podrodziny Cactoideae.
Pozycja w systemie Reveala (1993-1999)
Gromada okrytonasienne (Magnoliophyta Cronquist), podgromada Magnoliophytina Frohne & U. Jensen ex Reveal, klasa Rosopsida Batsch, podklasa goździkowe (Caryophyllidae Takht.), nadrząd  Caryophyllanae Takht.,  rząd goździkowce (Caryophyllales Perleb), podrząd Cactineae Bessey in C.K. Adams, rodzina kaktusowate (Cactaceae Juss.), rodzaj Epithelantha F. A. C. Weber ex Britton & Rose.
Gatunki
- Epithelantha micromeris F.A.C.Weber ex Britton & Rose
- Epithelantha petri Halda & Horácek